# Скальнинское сельское поселение
Скальнинское сельское поселение — бывшее муниципальное образование, входившее в состав Чусовского муниципального района Пермского края Российской Федерации.
Административный центр — рабочий посёлок Скальный.

## История
Статус и границы сельского поселения установлены Законом Пермской области от 1 декабря 2004 года № 1892-414 «Об утверждении границ и о наделении статусом муниципальных образований административной территории города Чусового Пермского края».
Упразднено Законом Пермского края от 25 марта 2019 года и вместе с другими муниципальными образованиями Чусовского муниципального района преобразовано путём их объединения в новое муниципальное образование — Чусовской городской округ.

## Население
| 2010  | 2012  | 2013  | 2014  | 2015  | 2016  | 2017  |
| ----- | ----- | ----- | ----- | ----- | ----- | ----- |
| 7329  | ↘7226 | ↘7086 | ↘6988 | ↘6920 | ↘6825 | ↘6751 |
| 2018  | 2019  |       |       |       |       |       |
| ↘6706 | ↘6654 |       |       |       |       |       |

## Населённые пункты
В состав сельского поселения входили 7 населённых пунктов:
| № | Населённый пункт | Тип                   | Население |
| - | ---------------- | --------------------- | --------- |
| 1 | Восход           | деревня               | ↘25       |
| 2 | Всесвятская      | посёлок               | ↘2061     |
| 3 | Грузди           | посёлок               | ↗32       |
| 4 | Половинка        | посёлок               | ↘1078     |
| 5 | Скальный         | рабочий посёлок (пгт) | ↘1596     |
| 6 | Утес             | посёлок               | ↘144      |
| 7 | Центральный      | посёлок               | ↘680      |